# Université d'État de Virginie
L'université d'État de Virginie (en anglais : Virginia State University ou VSU) est une université américaine située à Ettrick dans l'État de Virginie.

## Personnalités liées à l'université

### Étudiants
- Camilla Williams, chanteuse d'opéra soprano[1].

## Galerie

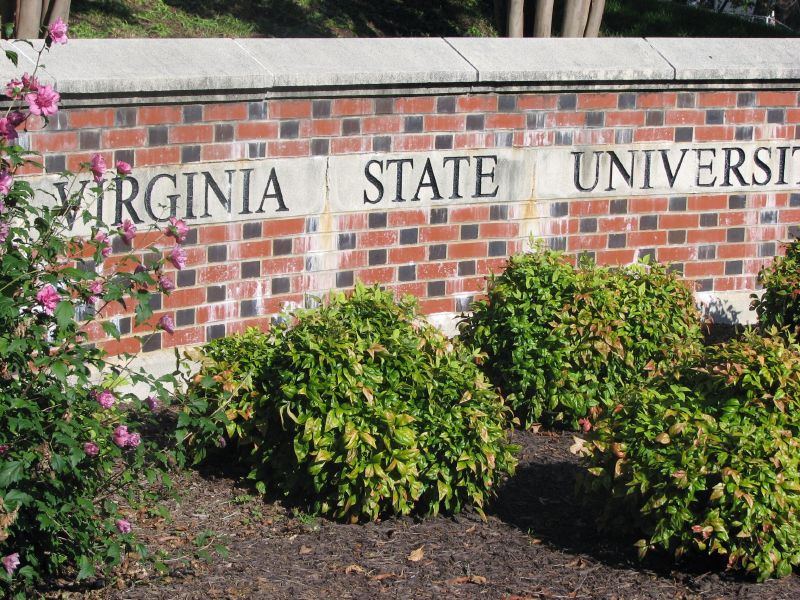
Entrée de la VSU.
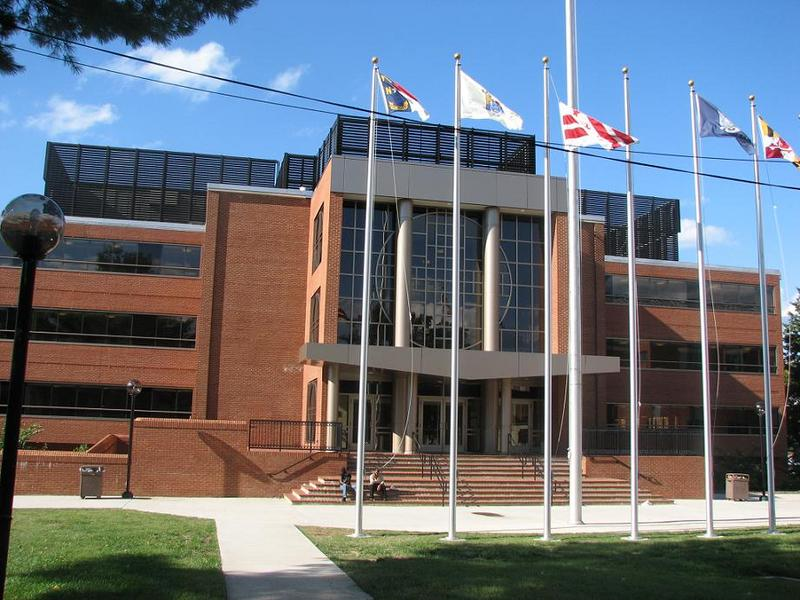
Bibliothèque de l'université.
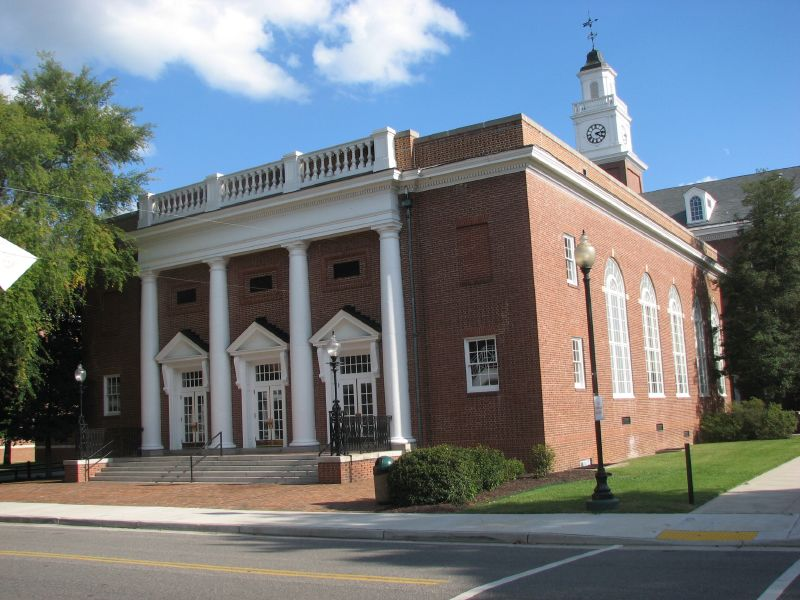
Chapelle de l'université.

## Source
- (en) Cet article est partiellement ou en totalité issu de l’article de Wikipédia en anglais intitulé « Virginia State University » (voir la liste des auteurs).